# بوينغ إكس - 45
إكس - 45 هي طائرة بدون طيار من إنتاجات شركة بوينغ وبالتحديد قسم فانتوم ووركس الذراع البحثي والتطويري في شركة بوينغ. إكس 45 طائرة ذاتية التحكم أساسا أو ما يسمى UCAV وهي اختصار ل Unmanned Combat Aerial Vehicle أي أنه لا يتحكم فيها مثل البريداتور عن بعد وهي تتخذ القرارات دون الرجوع إلى محطة أرضية. لكنها في نفس الوقت تسمح عند الحاجة بقيادتها من قاعدة أرضية. يذهب بعض الخبراء أن ال F-35 Joint Strike Fighter هي آخر طائرة مؤهولة يصنعها الجيش الأمريكي وأنه في المستقبل لن تصنع سوى طائرات بدون طيار. في 18 أبريل 2004 وقع إجراء أول تجربة قصف عن طريق اللإكس 45 في قاعدة إيدواردز الجوية.